# Malesub
Malesub (zkratka z anglického male submission, tedy mužská submisivita) je označení pro ten druh praktik BDSM, při kterých je submisivním partnerem muž (nazývaný submisiv či subík). Dominantním partnerem je tedy žena (femdom) nebo homosexuální dominantní muž (maledom). Praktikami jsou zejména ponižování a spanking, častý je ballbusting, případně facesitting, praktikou typickou pro malesub je nucená feminizace (např. mužská služebná). V zásadě je možno použít většinu BDSM praktik.